# Aulopocella bilamella
Aulopocella bilamella är en mossdjursart som beskrevs av Lu 1991. Aulopocella bilamella ingår i släktet Aulopocella och familjen Lekythoporidae. Inga underarter finns listade i Catalogue of Life.